# 長崎製鉄所
長崎製鉄所（ながさきせいてつしょ）は、江戸時代末期（幕末）に作られた製鉄と船舶の修理・建造を行う工場である。

## 概要
江戸幕府は、安政2年10月24日（1855年12月3日）に長崎海軍伝習所を開いたが、総監の永井尚志は幕府に大型船造修所建設の必要性があることを説いた。しかし、幕府からの指示がなかったため、永井はオランダに対し、独断で建設要員の派遣要請と機械類・資材の発注を行った。同年11月に帰国するオランダ海軍中佐ヘルハルドゥス・ファビウス（Gerhardus Fabius）にそれを託し、翌年帰国したファビウスから報告を受けたオランダ政府は、当時凋落しつつあった日蘭貿易を挽回する一策として製鉄所建設に協力することになった。
安政4年6月には資材が到着、続いて8月5日（1857年9月22日）には、ヤーパン号（咸臨丸）と共にヘンドリック・ハルデスを始めとする建設要員11人も到着した。同年8月23日（10月10日）に、長崎・浦上村淵字飽の浦の9040坪の土地に建設が始められ、文久元年3月25日（1861年5月4日）に完成した。25馬力の蒸気機関で、工作機械約20台を稼動させた。
創設時は「長崎鎔鉄所」という名であった。文久3年、神戸に海軍操練所造艦局が新設され、長崎製鉄所はその所属となった。
名前の通り、幕府の意図としては兵器生産などに必要な製鉄所としての機能を期待したのであるが、実際には艦船の修理を行う造船所としての機能が大きかった。なお、工作機械や製鉄機能を有する造船所としては、幕府のものは長崎製鉄所のほか横須賀製鉄所が造られた。
長崎製鉄所の能力は限定的であった。幕府が建造した日本最初の蒸気軍艦「千代田形」の蒸気機関は、当初は長崎製鉄所だけでの製造が計画されていたが、より有力な設備を持つ佐賀藩（三重津海軍所）の支援を受けることになった。
明治維新後、長崎造船所と改称。その後、岩崎弥太郎に払い下げられて、三菱重工業長崎造船所へと発展した。